# (74350) 1998 VO54
(74350) 1998 VO54 – planetoida z pasa głównego asteroid okrążająca Słońce w ciągu 4,2 lat w średniej odległości 2,6 j.a. Odkryta 14 listopada 1998 roku.